# Culla
Culla – gmina w Hiszpanii, w prowincji Castellón, we wspólnocie autonomicznej Walencja, o powierzchni 116,3 km². W 2011 roku liczyła 601 mieszkańców.